# Ferreira (Coristanco)
Ferreira (llamada oficialmente Santa María de Ferreira) es una parroquia y una aldea española del municipio de Coristanco, en la provincia de La Coruña, Galicia.

## Entidades de población
Entidades de población que forman parte de la parroquia:
- Ferreira
- Figueiras
- Piñeiro (O Piñeiro)
- Teixoeiras (As Teixoeiras)
- Vieite de Abaixo (Bieite de Abaixo)
- Vieite de Arriba (Bieite de Arriba)
- O Pontillón
- O Porto

## Demografía

### Parroquia
| Gráfica de evolución demográfica de Ferreira (parroquia) entre 2000 y 2019 |
|                                                                            |
| Datos según el nomenclátor publicado por el INE.                           |

### Aldea
| Gráfica de evolución demográfica de Ferreira (aldea) entre 2000 y 2019 |
|                                                                        |
| Datos según el nomenclátor publicado por el INE.                       |